# Hopman Cup 2014
Der Hopman Cup 2014 (offiziell Hyundai Hopman Cup 2014) war die 26. Ausgabe des Tennisturniers im australischen Perth. Er wurde vom 28. Dezember 2013 bis zum 4. Januar 2014 ausgetragen. Titelverteidiger war das Team aus Spanien, das im Vorjahr im Finale gegen Serbien mit 2:1 gewann. Spanien schied dieses Jahr bereits in der Vorrunde aus, Serbien stellte keine Mannschaft. Das Finale bestritten die Mannschaften aus Polen und Frankreich. Während Polen noch nie im Finale des Hopman Cup standen, war es für Frankreich der vierte Anlauf, den Titel zu gewinnen. Im Finale besiegte das Team aus Frankreich, Alizé Cornet und Jo-Wilfried Tsonga, die polnische Mannschaft und gewann damit seinen ersten Titel.

## Teilnehmer und Gruppeneinteilung
| Nation         | Teilnehmer                            |
| -------------- | ------------------------------------- |
| (1) Polen      | Agnieszka Radwańska / Grzegorz Panfil |
| (4) Kanada     | Eugenie Bouchard / Milos Raonic       |
| (6) Italien    | Flavia Pennetta / Andreas Seppi       |
| (7) Australien | Samantha Stosur / Bernard Tomic       |

| Nation                 | Teilnehmer                                        |
| ---------------------- | ------------------------------------------------- |
| (2) Vereinigte Staaten | Sloane Stephens / John Isner                      |
| (3) Frankreich         | Alizé Cornet / Jo-Wilfried Tsonga                 |
| (5) Tschechien         | Petra Kvitová / Radek Štěpánek                    |
| (8) Spanien            | Anabel Medina Garrigues / Daniel Muñoz de la Nava |

- Andreas Seppi musste während seines ersten Spiels wegen einer Grippe aufgeben und wurde im Mixed durch Oliver Anderson ersetzt.[3]
- Flavia Pennetta musste während ihres Spiels gegen die Kanadierin Eugenie Bouchard wegen einer Verletzung aufgeben und wurde im Mixed durch Bojana Bobusic ersetzt.[4]
- Sloane Stephens musste während ihres Spiels gegen die Tschechin Petra Kvitová wegen einer Verletzung aufgeben und wurde im Mixed durch Bojana Bobusic ersetzt.
- John Isner konnte sein Spiel gegen den Tschechen Radek Štěpánek wegen einer Verletzung nicht anfangen und wurde durch Milos Raonic (im Männerspiel) und Oliver Anderson (im Mixed) ersetzt.[5]

## Spielplan

### Tabelle
| Pos. | Land       | Gewonnen | Verloren | Spiele | Sätze |
| ---- | ---------- | -------- | -------- | ------ | ----- |
| 1    | Polen      | 3        | 0        | 7:2    | 15:7  |
| 2    | Kanada     | 2        | 1        | 6:3    | 13:8  |
| 3    | Italien    | 1        | 2        | 2:10   | 5:21  |
| 4    | Australien | 0        | 3        | 3:6    | 9:14  |

| Pos. | Land               | Gewonnen | Verloren | Spiele | Sätze |
| ---- | ------------------ | -------- | -------- | ------ | ----- |
| 1    | Frankreich         | 3        | 0        | 7:2    | 15:6  |
| 2    | Tschechien         | 2        | 1        | 4:2    | 14:5  |
| 3    | Vereinigte Staaten | 1        | 2        | 4:5    | 9:11  |
| 4    | Spanien            | 0        | 3        | 0:9    | 2:18  |

| Abschnitt | Datum             | Team 1             | Team 2             | Ergebnis |
| --------- | ----------------- | ------------------ | ------------------ | -------- |
| Vorrunde  | 28. Dezember 2013 | Polen              | Italien            | 3:0      |
| Vorrunde  | 28. Dezember 2013 | Kanada             | Australien         | 2:1      |
| Vorrunde  | 29. Dezember 2013 | Tschechien         | Spanien            | 3:0      |
| Vorrunde  | 29. Dezember 2013 | Polen              | Kanada             | 2:1      |
| Vorrunde  | 30. Dezember 2013 | Vereinigte Staaten | Spanien            | 3:0      |
| Vorrunde  | 30. Dezember 2013 | Frankreich         | Tschechien         | 2:1      |
| Vorrunde  | 31. Dezember 2013 | Italien            | Australien         | 2:1      |
| Vorrunde  | 1. Januar 2014    | Vereinigte Staaten | Frankreich         | 1:2      |
| Vorrunde  | 2. Januar 2014    | Italien            | Kanada             | 0:3      |
| Vorrunde  | 2. Januar 2014    | Polen              | Australien         | 2:1      |
| Vorrunde  | 3. Januar 2014    | Frankreich         | Spanien            | 3:0      |
| Vorrunde  | 3. Januar 2014    | Tschechien         | Vereinigte Staaten | 3:0      |
| Finale    | 4. Januar 2014    | Polen              | Frankreich         | 1:2      |

## Ergebnisse
| Datum             | Team 1             | Team 2             | Ergebnis | Spiel        | Spieler 1           | Spieler 2                          | Resultat         |
| ----------------- | ------------------ | ------------------ | -------- | ------------ | ------------------- | ---------------------------------- | ---------------- |
| 28. Dezember 2013 | Polen              | Italien            | 3:0      | Dameneinzel  | Agnieszka Radwańska | Flavia Pennetta                    | 6:2, 6:2         |
| 28. Dezember 2013 | Polen              | Italien            | 3:0      | Herreneinzel | Grzegorz Panfil     | Andreas Seppi                      | 6:4, 2:2 Aufgabe |
| 28. Dezember 2013 | Polen              | Italien            | 3:0      | Mixed        | Radwańska, Panfil   | Pennetta, Anderson                 | 6:2, 6:1         |
| 28. Dezember 2013 | Kanada             | Australien         | 2:1      | Dameneinzel  | Eugenie Bouchard    | Samantha Stosur                    | 4:6, 6:2, 6:3    |
| 28. Dezember 2013 | Kanada             | Australien         | 2:1      | Herreneinzel | Milos Raonic        | Bernard Tomic                      | 7:66, 6:1        |
| 28. Dezember 2013 | Kanada             | Australien         | 2:1      | Mixed        | Bouchard, Raonic    | Stosur, Tomic                      | 2:6, 4:6         |
| 29. Dezember 2013 | Tschechien         | Spanien            | 3:0      | Dameneinzel  | Petra Kvitová       | Anabel Medina Garrigues            | 6:1, 6:0         |
| 29. Dezember 2013 | Tschechien         | Spanien            | 3:0      | Herreneinzel | Radek Štěpánek      | Daniel Muñoz de la Nava            | 6:2, 6:2         |
| 29. Dezember 2013 | Tschechien         | Spanien            | 3:0      | Mixed        | Kvitová, Štěpánek   | Medina Garrigues, Muñoz de la Nava | 6:3, 6:4         |
| 29. Dezember 2013 | Polen              | Kanada             | 2:1      | Dameneinzel  | Agnieszka Radwańska | Eugenie Bouchard                   | 6:3, 6:77, 6:2   |
| 29. Dezember 2013 | Polen              | Kanada             | 2:1      | Herreneinzel | Grzegorz Panfil     | Milos Raonic                       | 7:61, 6:3        |
| 29. Dezember 2013 | Polen              | Kanada             | 2:1      | Mixed        | Radwańska, Panfil   | Bouchard, Raonic                   | 3:6, 7:5, [3:10] |
| 30. Dezember 2013 | Vereinigte Staaten | Spanien            | 3:0      | Dameneinzel  | Sloane Stephens     | Anabel Medina Garrigues            | 6:3, 6:1         |
| 30. Dezember 2013 | Vereinigte Staaten | Spanien            | 3:0      | Herreneinzel | John Isner          | Daniel Muñoz de la Nava            | 6:3, 6:4         |
| 30. Dezember 2013 | Vereinigte Staaten | Spanien            | 3:0      | Mixed        | Stephens, Isner     | Medina Garrigues, Muñoz de la Nava | 4:6, 6:0, [10:4] |
| 30. Dezember 2013 | Frankreich         | Tschechien         | 2:1      | Dameneinzel  | Alizé Cornet        | Petra Kvitová                      | 1:6, 6:3, 5:7    |
| 30. Dezember 2013 | Frankreich         | Tschechien         | 2:1      | Herreneinzel | Jo-Wilfried Tsonga  | Radek Štěpánek                     | 6:1, 6:4         |
| 30. Dezember 2013 | Frankreich         | Tschechien         | 2:1      | Mixed        | Cornet, Tsonga      | Kvitová, Štěpánek                  | 6:1, 6:3         |
| 31. Dezember 2013 | Italien            | Australien         | 2:1      | Dameneinzel  | Flavia Pennetta     | Samantha Stosur                    | 6:4, 6:4         |
| 31. Dezember 2013 | Italien            | Australien         | 2:1      | Herreneinzel | Andreas Seppi       | Bernard Tomic                      | 6:4, 3:6, 2:6    |
| 31. Dezember 2013 | Italien            | Australien         | 2:1      | Mixed        | Pennetta, Seppi     | Stosur, Tomic                      | 6:3, 6:4         |
| 1. Januar 2014    | Vereinigte Staaten | Frankreich         | 1:2      | Dameneinzel  | Sloane Stephens     | Alizé Cornet                       | 7:5, 6:0         |
| 1. Januar 2014    | Vereinigte Staaten | Frankreich         | 1:2      | Herreneinzel | John Isner          | Jo-Wilfried Tsonga                 | 6:71, 3:6        |
| 1. Januar 2014    | Vereinigte Staaten | Frankreich         | 1:2      | Mixed        | Stephens, Isner     | Cornet, Tsonga                     | 1:6, 7:5, [5:10] |
| 2. Januar 2014    | Italien            | Kanada             | 0:3      | Dameneinzel  | Flavia Pennetta     | Eugenie Bouchard                   | 0:4 Aufgabe      |
| 2. Januar 2014    | Italien            | Kanada             | 0:3      | Herreneinzel | Andreas Seppi       | Milos Raonic                       | 2:6, 4:6         |
| 2. Januar 2014    | Italien            | Kanada             | 0:3      | Mixed        | Bobusic, Seppi      | Bouchard, Raonic                   | 1:6, 4:6         |
| 2. Januar 2014    | Polen              | Australien         | 2:1      | Dameneinzel  | Agnieszka Radwańska | Samantha Stosur                    | 3:6, 6:4, 6:3    |
| 2. Januar 2014    | Polen              | Australien         | 2:1      | Herreneinzel | Grzegorz Panfil     | Bernard Tomic                      | 1:6, 4:6         |
| 2. Januar 2014    | Polen              | Australien         | 2:1      | Mixed        | Radwańska, Panfil   | Stosur, Tomic                      | 1:6, 7:5, [10:8] |
| 3. Januar 2014    | Frankreich         | Spanien            | 3:0      | Dameneinzel  | Alizé Cornet        | Anabel Medina Garrigues            | 6:2, 6:2         |
| 3. Januar 2014    | Frankreich         | Spanien            | 3:0      | Herreneinzel | Jo-Wilfried Tsonga  | Daniel Muñoz de la Nava            | 6:4, 6:77, 6:2   |
| 3. Januar 2014    | Frankreich         | Spanien            | 3:0      | Mixed        | Cornet, Tsonga      | Medina Garrigues, Muñoz de la Nava | 8:3              |
| 3. Januar 2014    | Tschechien         | Vereinigte Staaten | 3:0      | Dameneinzel  | Petra Kvitová       | Sloane Stephens                    | 6:3, Aufgabe     |
| 3. Januar 2014    | Tschechien         | Vereinigte Staaten | 3:0      | Herreneinzel | Radek Štěpánek      | Milos Raonic                       | 5:7, 6:3, 7:64   |
| 3. Januar 2014    | Tschechien         | Vereinigte Staaten | 3:0      | Mixed        | Kvitová, Štěpánek   | Bobusic, Anderson                  | 8:3              |
| 4. Januar 2014    | Polen              | Frankreich         | 1:2      | Dameneinzel  | Agnieszka Radwańska | Alizé Cornet                       | 6:3, 6:77, 6:2   |
| 4. Januar 2014    | Polen              | Frankreich         | 1:2      | Herreneinzel | Grzegorz Panfil     | Jo-Wilfried Tsonga                 | 3:6, 6:3, 3:6    |
| 4. Januar 2014    | Polen              | Frankreich         | 1:2      | Mixed        | Radwańska, Panfil   | Cornet, Tsonga                     | 0:6, 2:6         |